# Bașmacika, Solone
Bașmacika (în ucraineană Башмачка) este localitatea de reședință a comunei Bașmacika din raionul Solone, regiunea Dnipropetrovsk, Ucraina.

## Demografie
Componența lingvistică a localității Bașmacika
     Ucraineană (88,39%)
     Rusă (10,91%)
     Alte limbi (0,28%)
Conform recensământului din 2001, majoritatea populației localității Bașmacika era vorbitoare de ucraineană (88,39%), existând în minoritate și vorbitori de rusă (10,91%).